# Préchacq-les-Bains
 Préchacq-les-Bains  es una población y comuna francesa, en la región de Aquitania, departamento de Landas, en el distrito de Dax y cantón de Montfort-en-Chalosse.

## Demografía
| 465 | 471 | 452 | 428 | 462 | 462 |
| Para los censos de 1962 a 1999 la población legal corresponde a la población sin duplicidades (Fuente: INSEE [Consultar]) |     |     |     |     |     |